# عبد الملك الشمري
عبد الملك الشمري، لاعب كرة قدم سعودي، يلعب في نادي الرائد. ووقع بعد ذلك مع نادي التعاون  قبل أن تتم إعارته هذا العام لنادي العروبة السعودي .

## مسيرة اللاعب
بدأ حياته الرياضية مع نادي الشباب و صعد للفريق الأول في عام 2016 و أعاره الشباب إلى نادي الباطن عام 2017 و أعير مرة أخرى إلى نادي الباطن في عام 2020 و انتقل إلى نادي الفيحاء في عام 2021 و انتقل إلى نادي الرائد في صيف وانتقل صيف 2023 لنادي التعاون قبل أن يستقر به الحال في نادي العروبة صيف عام 2024 .

## الحياة الشخصية
هو شقيق اللاعب عبد الإله الشمري .

## روابط خارجية
- عبد الملك الشمري على موقع Soccerway.com (الإنجليزية)